# 卡特琳·博尔歇特
卡特琳·博尔歇特（德語：Katrin Borchert，1969年11月4日—），德国、澳大利亚女子皮划艇运动员。她曾代表德国、澳大利亚参加1992年、1996年和2000年夏季奥林匹克运动会皮划艇比赛，获得一枚银牌和二枚铜牌。